# Guerra di Gollub
La guerra di Gollub è stata una guerra di due mesi che vide l'Ordine teutonico contro il Regno di Polonia e il Granducato di Lituania nel 1422. Finì con la firma del trattato di Melno, che risolse le contese territoriali sulla Samogizia tra i Cavalieri e la Lituania che si erano protratte dal 1398.

## Contesto
Il trattato di Toruń del 1411 aveva terminato i conflitti tra le potenze coinvolte nella guerra polacco-lituano-teutonica, sebbene il confine tra la Samogizia e la Prussia non era ancora determinato. La Polonia contestò anche la Pomerania, la Pomerelia, e la terra di Chełmno. Quando fallirono molti tentativi di negoziati, nell'estate 1414 scoppiò la breve guerra della fame. Dato che i polacchi e i lituani non riuscirono a catturare le altamente fortificate Ordensburg dei Cavalieri, entrambe le parti accettarono di mediare la loro disputa al Concilio di Costanza. Il Concilio istituì l'arcidiocesi di Kaunas in Varniai e nominò Mattia di Trakai come suo primo vescovo. Tuttavia, ciò non risolse le contese territoriali quando finì nel 1418.
Nel maggio 1419 cominciò una nuova fase, anche se futile, di negoziazioni a Gniewków con il legato pontificio Bartolomeo della Capra, arcivescovo di Milano, come mediatore. La disputa fu passata all'imperatore Sigismondo di Lussemburgo, per ulteriori mediazioni. Il 6 gennaio 1420 a Breslavia, l'imperatore affermò che il trattato di Toruń è valido e giusto. Ciò significò che la Samogizia apparteneva alla Lituania solo per il periodo di vita di Vitoldo, Granduca di Lituania, e Jogaila, Re di Polonia. Dopo le loro morti la Samogizia sarebbe tornata ai Cavalieri Teutonici. Furono rifiutate anche le altre rivendicazioni territoriali. L'imperatore concesse ai Cavalieri più diritti di quelli da loro richiesti nelle negoziazioni. Questa decisione fu probabilmente dipesa dal fatto che Sigismondo sperava di ricevere il sostegno dai Cavalieri Teutonici nella sua crociata Hussita che lo vedeva contro gli hussiti sostenuti da Vitoldo. Vitoldo e Jogaila rifiutarono categoricamente la decisione. Jogaila fece appello, senza successo, a Papa Martino V.

## La guerra
Nel luglio 1422, l'imperatore Sigismondo e i Cavalieri Teutonici dedicò delle risorse per una guerra contro gli hussiti, che attaccarono e devastarono grande parte della Germania. Il papa chiese delle misure forti per "sbarazzarsi di questa peste". Vitoldo e Jogaila usarono l'ossessione con la difesa contro le incursioni hussiti attaccando la Prussia e l'Ordine. Il Gran maestro teutonico Michael Küchmeister von Sternberg fu obbligato a dimettersi a marzo. Il suo successore, Paul von Rusdorf, liberò molti mercenari; l'Ordine rimase con molti pochi soldati per difendersi. Le forze alleate polacche e lituane marciarono a nord verso Ostróda, e le forze teutoniche si ritirarono a Lubawa. Quando fu chiaro che non sarebbero arrivate le macchine d'assedio, Jogaila ordinò un'avanzata verso Marienburg (Malbork), la capitale fortificata dell'Ordine. Il suo esercito catturò Riesenburg e saccheggiò i villaggi circostanti. Dirigendosi a sud verso la terra di Chełmno, i polacchi e i lituani catturarono Gollub, ma non riuscirono a prendere Schönsee. Jogaila decise di finire la guerra velocemente prima che le truppe prussiane dell'Ordine sovrastate avessero potuto ricevere i rinforzi dal Sacro Romano Impero che Paul von Rusdorf richiese. Il 17 settembre 1422 fu firmato un armistizio e la guerra terminò dieci giorni dopo con il trattato di Melno. Questo finì le dispute territoriali e gli scontri tra la Lituania e i Cavalieri Teutonici. La Polonia, tuttavia, ricominciò a combattere contro l'Ordine un'altra volta negli anni 1431–1435 quando l'Ordine sostenne Švitrigaila e non Sigismund Kęstutaitis (sostenuto dalla Polonia) come successore di Vitoldo.